# 8011 Сайдзьокейіті
8011 Сайдзьокейіті (8011 Saijokeiichi) — астероїд головного поясу, відкритий 29 листопада 1989 року.
Тіссеранів параметр щодо Юпітера — 3,388.
Названо на честь Сайдзьо Кейіті (яп. さいじょう・けいいち(西城恵一) сайдзьо: кейіті).